# Estadio Odi
El Estadio Odi es un estadio de usos múltiples en Mabopane, Sudáfrica. Se utilizó sobre todo para partidos de fútbol. El estadio tiene capacidad para 60 000. Era el estadio local del equipo de fútbol Garankuwa United.
El estadio Odi está situado en Mabopane, en el norte de Pretoria, dentro de la jurisdicción del Consejo Metropolitano de Tshwane.
El estadio consta de una tribuna descubierta, secundaria, cuatro gradas rectangulares, dos gradas triangulares pequeñas y veinte gradas flotantes, lo que dota al estadio de una capacidad de más de cincuenta mil butacas.
El estadio fue construido a finales de la década de 1980 y cuenta con muchas instalaciones, que incluyen un campo de fútbol, pista de atletismo, eventos de campo (salto de longitud, salto de altura, lanzamiento de jabalina, lanzamiento de martillo, etc.), dos vestuarios, cuatro juegos de baños para hombres y mujeres, cuatro quioscos, salón y asientos VIP, sala de seguridad, sala de árbitros, sala de prensa, sala de control, oficinas administrativas, sala de generadores, tiendas, varias áreas deportivas cubiertas, cuatro mástiles altos y cuatro oficinas de venta de boletos.
Las instalaciones del recinto fuera del estadio incluyen una casa club, una casa para el cuidador, canchas combinadas para tenis, baloncesto, voleibol y dos campos informales de entrenamiento de fútbol.
El diseño del estadio es casi idéntico al del Estadio Mmabatho ubicado en Mahikeng. Desde entonces, el estadio ha sido descuidado y destrozado. Los residentes locales han protestado para exigir que sea demolido porque se ha vuelto inseguro para los niños que aún practican y entrenan allí a pesar de las condiciones insalubres e inseguras.